# Torrearévalo
Torrearévalo (también conocida como Torre Arévalo) es una localidad española del municipio de Arévalo de la Sierra, perteneciente a la provincia de Soria, en la comunidad autónoma de Castilla y León. Está ubicada en el partido judicial de Soria y la comarca de Almarza.

## Geografía
Esta pequeña población de la comarca de Almarza está ubicada en el norte de la provincia de Soria, bañado por el río Zarranzano, afluente del Tera en la cuenca del Duero al sur de sierra del Alba y sierra de Montes Claros, divisoria de aguas entre las vertientes atlántica y mediterránea.
El acebal de Garagüeta, una de las masas puras de acebo más grandes de Europa, complementado con el Aula de Interpretación del Acebo situada en la plaza del pueblo. En el entorno de la localidad se encuentra la dehesa comunal de rebollo, aprovechada para pasto de ganado vacuno y leñas.

### Comunicaciones
La carretera provincial SO-P-1240 parte de Arévalo de la Sierra donde pasa la SO-P-1004, que tiene su inicio en la nacional N-111 a la altura de Almarza, continuando hasta Ventosa de la Sierra.

## Historia
El Censo de Pecheros de 1528, en el que no se contaban eclesiásticos, hidalgos y nobles, registraba la existencia 78 pecheros, es decir unidades familiares que pagaban impuestos.  En el documento original la localidad figura como Torre.
Lugar, entonces conocido como Torre, que durante la Edad Media perteneció a la comunidad de billa y tierra de Soria formando parte del Sexmo de Tera.
A la caída del Antiguo Régimen, la localidad se constituye en municipio constitucional, entonces conocido como Torre Arévalo en la región de Castilla la Vieja, partido de Soria que en el censo de 1842 contaba con 76 hogares y 306 vecinos. Hacia mediados del siglo XIX, el lugar tenía contabilizadas unas 80 casas. La localidad aparece descrita en el decimoquinto volumen del Diccionario geográfico-estadístico-histórico de España y sus posesiones de Ultramar de Pascual Madoz de la siguiente manera:

TORRE DE AREVALO (la): l. con ayunt. en la prov. y part. jud. de Soria (4 leg.), aud terr. y c. g. de Burgos, dióc. de Osma. sit. en la sierra de Alba, al pie de un cerro que le domina por el N.; su clima es frio, y las enfermedades mas comunes algunas pulmonias y catarros. Tiene 80 casas; la consistorial; escuela de instruccion primaria frecuentada por 12 alumnos, dotada con 200 rs. y las retribuciones de los discípulos; hay una igl. parr. (San Pedro Apóstol) servida por un cura, cuya plaza es de entrada y de provision real ú ordinaria, segun los meses en que ocurra la vacante. Confina el térm. con los de Villartoso, Gallinero, Cerveriza, Castellanos y Arévalo: dentro de él se encuentran varios manantiales y una ermita. El terreno es quebrado, áspero y de mediana calidad. caminos: los locales en mal estado por la escabrosidad del terreno. correo: se recibe y despacha en Yanguas. prod.: cereales y algunas legumbres; se cria ganado lanar, algo de cabrio, y las caballerias necesarias para la agricultura. pobl.: 76 vec., 306 almas. cap. imp.: 32.534 rs. 20 mrs.
(Madoz, 1849, p. 64)

A finales del siglo XX, este municipio desaparece porque se integra en Arévalo de la Sierra. Contaba entonces con 51 hogares y 211 habitantes.

## Demografía
| Gráfica de evolución demográfica de Torrearevalo entre 1842 y 1960 |
| |
| Población de derecho según los censos de población del INE Población de hecho según los censos de población del INEEn estos censos se denominaba Torre Arévalo: 1842 y 1857 Entre el censo de 1970 y el anterior, este municipio desaparece porque se integra en el municipio 42027 (Arévalo de la Sierra) |

En el año 1981 contaba con 53 habitantes, concentrados en el núcleo principal, pasando a 36 en 2010, 22 varones y 14 mujeres.
| 238              | 223 | 53 | 50 | 36 |
| (Fuente: I.N.E.) |     |    |    |    |

| Gráfica de evolución demográfica de Torrearévalo entre 2000 y 2010                               |
|                                                                                                  |
| Población de derecho (2000-2010) según los censos de población del INE a 1 de enero de cada año. |

## Economía
Agricultura, ganadería, empresa comercial El Acebarillo.

## Fiestas y folklore
Todas las costumbres antiguas han desaparecido prácticamente, aunque no se han olvidado. Se pagaba el piso, la entrada a mozo y vecino, se encendían hogueras por San Fernando y se cantaban albadas en las bodas.
Actualmente se celebra en agosto una comida de hermandad de todo el pueblo. Las fiestas principales tienen lugar el primer domingo de septiembre en honor a Nuestra Señora de Loreto.

## Patrimonio
En la localidad hay una iglesia bajo la advocación de San Pedro Apóstol (siglos XVI-XVIII). En el lugar se encuentra además la ermita de Nuestra Señora de Loreto.

## Personas notables
- Julián Sanz del Río, filósofo